# カルピニャーノ・セージア
カルピニャーノ・セージア（伊: Carpignano Sesia）は、イタリア共和国ピエモンテ州ノヴァーラ県にある、人口約2,500人の基礎自治体（コムーネ）。

## 地理

### 位置・広がり
| 隣接するコムーネは以下の通り。括弧内のVCはヴェルチェッリ県所属を示す。 - ブリオーナ - ファーラ・ノヴァレーゼ - ゲンメ - ギズラレンゴ (VC) - レンタ (VC) - シッラヴェンゴ - シッツァーノ |

## 姉妹都市
- Mathay、フランス